# أماندا بينيت
أماندا بينيت (بالإنجليزية: Amanda Bennett)‏ هي صحفية أمريكية، ولدت في 9 يوليو 1952 في كامبريدج في الولايات المتحدة.